# Abba Gorgoryos

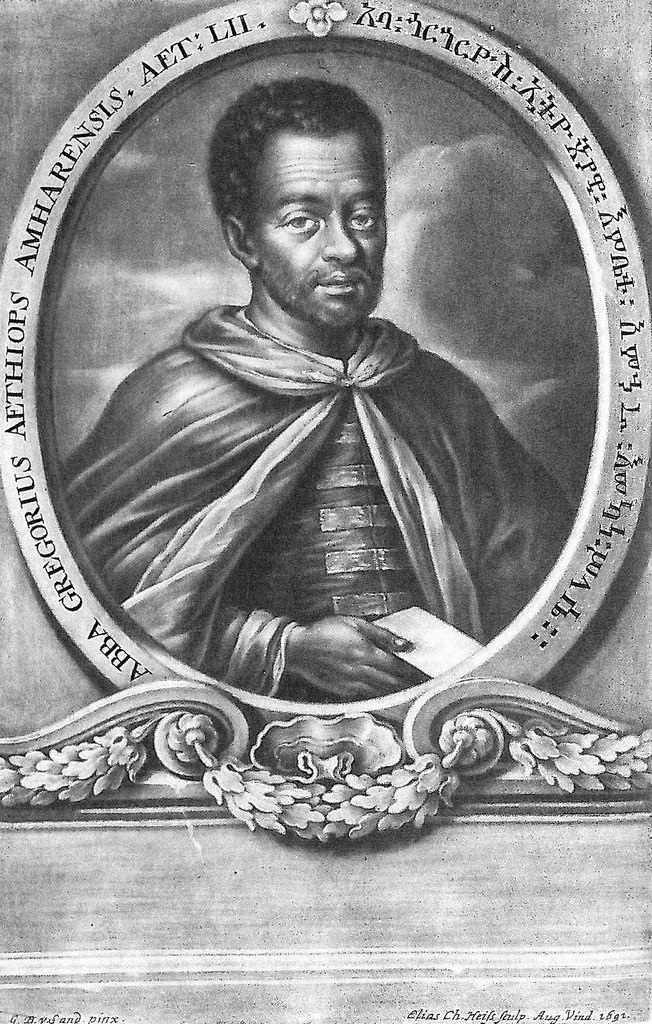
Gravura de Aba Gorgorios por Christopher Elias Heiss (1691).

Abba Gorgoryos (em Ge'ez: አባ ጎርጎርዮስ; 1595 – 1658) foi um sacerdote e lexicógrafo etíope de origem nobre. Ele é famoso por ser co-autor de enciclopédias com seu amigo e companheiro Hiob Ludolf em duas línguas etíopes, amárico e ge'ez, ambas em escrita ge'ez.

## Vida
Abba Gorgoryos nasceu em Mekane Sellasie, na província de Amhara. Ele mudou-se para a cidade de Gota, na Turíngia, em 1652, tendo sido convidado por Hiob Ludolf, que na época estava a serviço de Ernesto I, Duque de Saxe-Gota. Gorgoryos era amigo e assistente de Hiob Ludolf e ambos se conheceram em Roma. No início, eles se comunicavam em geês, a única língua que ambos dominavam.
Hiob Ludolf e o Duque estavam interessados o Império Etíope e prepararam uma lista de perguntas e questionamentos sobre a localidade, com esta lista tendo sido apresentada a Abba Gorgoryos, para que pudesse respondê-las. O duque se interessou particularmente pela lenda do Preste João, enquanto Ludolf se interessou pelo cristianismo na Etiópia e pelos ensinamentos da Igreja Ortodoxa Etíope. As descobertas de Ludolf estão incluídas em sua obra, Theologica aethiopica. Os vários meses em que Abba Gorgoryos passou em Gota, como convidado da corte do duque Ernesto I, bem como sua influência decisiva para que Ludolf se aprofundasse em seus estudos etíopes, foram registradas nas cartas de Ludolf a Gerhard entre 1651 e 1652.
Abba Gorgoryos trabalhou com Hiob Ludolf na coautoria da primeira gramática da língua amárica, bem como de um dicionário amárico-latino, que se tornou a primeira língua africana a ser traduzida para o latim. O livro de Ludolf, The History of Ethiopia, foi baseado em parte na conceituação e nos ensinsamentos de Abba Gorgoryos sobre a Etiópia. Abba Gorgoryos também desenvolveu um léxico Ge'ez. Ele foi responsável pelo primeiro texto inédito estabelecendo as relações etíopes-alemãs, escrito por volta de 1652 e fazendo referência à Igreja Ortodoxa Etíope.
Em seu retorno à Etiópia em 1658, ele morreu em um naufrágio na cidade turca de İskenderun.